# Oswald Garrison Villard

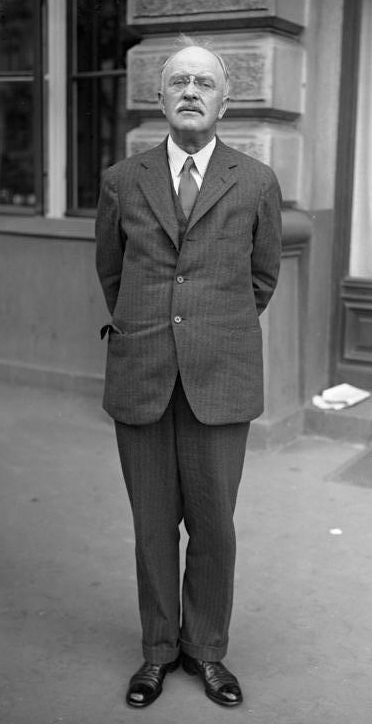
Villard en 1930

Oswald Garrison Villard (Wiesbaden, Alemania, 13 de marzo de 1872 – 1 de octubre de 1949) fue un periodista estadounidense.

## Biografía
Nació en Wiesbaden, mientras sus padres vivían en Alemania. Era hijo de Henry Villard, un corresponsal de prensa de un periódico estadounidense e inmigrante de Alemania, y de Fanny Garrison Villard, defensora del sufragio femenino, y una de las fundadoras de Women's Peace Movement (Movimiento Pacífico de Mujeres), e hija del abolicionista William Lloyd Garrison. El padre de Villard más tarde invirtió en ferrocarriles y compró el periódico The Nation y el New York Evening Post (actual New York Post).
Oswald Garrison Villard se graduó en la Universidad de Harvard en 1893. En 1894 empezó a escribir regularmente para el New York Evening Post y The Nation.
Villard también fue uno de los fundadores de la Liga Antiimperialista Americana, la cual favoreció la independencia de los territorios capturados durante la Guerra Hispano-Estadounidense. Para promover la causa se organizó para impugnar a William Jennings Bryan y William McKinley, a él se unieron en este esfuerzo varios veteranos clave del Partido Nacional Democrático. Villard hizo un llamamiento al expresidente Grover Cleveland, un héroe de los Demócratas de oro, instándole a ser candidato, Cleveland objetó afirmando que a los votantes ya no les importaba lo que tenía que decir.
En 1910, donó espacio en el New York Evening Post para la reunión de la "Call", la cual organizó la National Association for the Advancement of Colored People, Por muchos años fue tesorero de desembolso de la asociación mientras Moorfield Storey era presidente de la misma. En 1916 fue elegido presidente de la Sociedad de la Orquesta Sinfónica de Nueva York. En 1910 publicó "John Brown 1800-1859: A Biography Fifty Years After", una biografía de John Brown. En 1915 también escribió "Germany Embattled" y monografías de la historia reciente de Wall Street y en la Corte Imperial Alemana.
Mientras, Villard, seguía defendiendo las libertades civiles, los derechos civiles y el antiimperialismo después de la Primera Guerra Mundial, ya que en gran parte había abandonado su creencia anterior del laissez faire. Durante los años 30, dio la bienvenida al New Deal y pidió la nacionalización de las grandes industrias.
A finales de los años 30 disentía amargamente de la política exterior de la administración de Franklin D. Roosevelt. Fue uno de los primeros miembros del America First Committee (Primer Comité Americano), este comité se oponía a la entrada de Estados Unidos en la Segunda Guerra Mundial. Rompió completamente con The Nation, la cual fue vendida en 1935, y que apoyaba la intervención estadounidense. Al mismo tiempo, era cada vez más rechazado por el estado burocrático del New Deal, al que condenó de precursor del fascismo americano, asimismo criticó duramente el bombardeo llevado a cabo por los aliados en los últimos años de la Segunda Guerra Mundial diciendo:
"Lo que era un crimen en Coventry, Róterdam, Varsovia y Londres se ha convertido en heroico en Dresde y ahora en Tokio."
Después de 1945 Villard hizo causa común con la "vieja derecha" conservadora, como el senador Robert Taft, Felix Morley y John T. Flynn contra la Guerra Fría. Falleció en 1949.
El 21 de febrero de 2009 el Servicio Postal de los Estados Unidos emitió un sello conmemorativo en honor al trabajo realizado por los derechos civiles por Oswald Garrison Villiard.